# كأس النرويج 1946
كأس النرويج 1946 (بالنرويجية: Norgesmesterskapet i fotball for menn 1946)‏ هو الموسم 41 من كأس النرويج. أشرف على تنظيمه اتحاد النرويج لكرة القدم، وفاز فيه نادي لين.